# Школа № 2 (Мелитополь)
Школа № 2 открылась в авиагородке Мелитополя в 1957 году, вскоре после перевода в авиагородок Стрыйского авиационного полка. Для школы было за 2 месяца переоборудовано здание, которое во время войны служило госпиталем, а после войны использовалось как хозяйственное помещение воинской части. До 1961 школа была 7-летней, а с 1961 года стала 8-летней. Кроме детей из авиагородка, её посещали и дети с близлежащих улиц северной части города, и в начале 1960-х годов классы школы были переполнены. В 1968 году только что построенная средняя школа № 20 приняла пятые — восьмые классы школы № 2, а школа № 2 стала начальной. В 2012 году школа получила компьютерный класс.
Многие школьные традиции связаны с авиацией. Так, классы считаются экипажами, объединенными в эскадрилью «Мрія» (укр. мрія — «мечта», и одновременно название транспортного самолёта Ан-225 «Мрія»), и за время обучения каждый класс набирает определённую высоту. В 2006—2007 учебном году школа победила на областном конкурсе ученического самоуправления.
Директора школы:
- Древодуб Иван Калинович (с 16 августа 1958 по 29 мая 1959 года)
- Каменецкий Иван Васильевич (с 29 мая 1959 года по 1967 год)
- Васильева Юлия Александровна (с 1967 по 1971 год)
- Журавлёва Елена Фёдоровна (с 1971 по 1983 год)
- Изюмова Эмма Владимировна (с 1983 по 1994 год)
- Сорока Татьяна Константиновна (с 1994 по 2004 год)
- Громак Людмила Ивановна (с 2005 года), сама выпускница школы № 2